# Tyler Zeller
Tyler Paul Zeller (Visalia, 17 de janeiro de 1990) é um jogador de basquetebol profissional que atualmente joga no San Antonio Spurs da NBA.

## Estatísticas na NBA

### Temporada Regular
| Ano      | Equipe              | PJ  | PT | MPJ  | AP   | 3P   | LL   | RT  | AS  | BR  | TO  | PPJ |
| -------- | ------------------- | --- | -- | ---- | ---- | ---- | ---- | --- | --- | --- | --- | --- |
| 2012-13  | Cleveland Cavaliers | 77  | 55 | 26.4 | .438 | .000 | .764 | 5.7 | 1.2 | 0.5 | 0.9 | 7.9 |
| 2013-14  | Cleveland Cavaliers | 70  | 9  | 15.0 | .538 | .000 | .719 | 4.0 | 0.5 | 0.3 | 0.5 | 5.7 |
| Carreira |                     | 147 | 64 | 21.0 | .472 | .000 | .745 | 4.9 | 0.9 | 0.4 | 0.7 | 6.9 |